# توپ طلای ۱۹۹۷
توپ طلای ۱۹۹۷ (فرانسوی: 1997 Ballon d'Or‎) ۴۲مین رویداد سالیانهٔ توپ طلا بود که از سوی مجلهٔ فرانس فوتبال به بهترین بازیکن فوتبال در سال ۱۹۹۷ اعطا گردید که در این سال، رونالدو برندهٔ توپ طلا شد.

## رتبه‌بندی
| ردیف | نام                 | باشگاه                        | ملیت                  | امتیاز |
| ---- | ------------------- | ----------------------------- | --------------------- | ------ |
| ۱    | رونالدو             | باشگاه فوتبال بارسلونا        | برزیل                 | ۲۲۲    |
| ۲    | پردراگ میاتوویچ     | باشگاه فوتبال رئال مادرید     | جمهوری فدرال یوگسلاوی | ۶۸     |
| ۳    | زین‌الدین زیدان      | باشگاه فوتبال یوونتوس         | فرانسه                | ۶۳     |
| ۴    | دنیس برکمپ          | باشگاه فوتبال آرسنال          | هلند                  | ۵۳     |
| ۵    | روبرتو کارلوس       | باشگاه فوتبال رئال مادرید     | برزیل                 | ۴۷     |
| ۶    | اندریاس مولر        | باشگاه فوتبال بروسیا دورتموند | آلمان                 | ۴۰     |
| ۷    | رائول               | باشگاه فوتبال رئال مادرید     | اسپانیا               | ۳۵     |
| ۸    | پیتر اشمایکل        | باشگاه فوتبال منچستر یونایتد  | دانمارک               | ۱۹     |
| ۹    | یورگن کولر          | باشگاه فوتبال بروسیا دورتموند | آلمان                 | ۱۷     |
| ۱۰   | ماتیاس سامر         | باشگاه فوتبال بروسیا دورتموند | آلمان                 | ۱۶     |
| ۱۰   | کریستین ویری        | باشگاه فوتبال اتلتیکو مادرید  | ایتالیا               | ۱۶     |
| ۱۲   | یوری ژورکائف        | باشگاه فوتبال اینتر میلان     | فرانسه                | ۱۵     |
| ۱۳   | لوییس انریکه        | باشگاه فوتبال بارسلونا        | اسپانیا               | ۱۴     |
| ۱۴   | لوئیس فیگو          | باشگاه فوتبال بارسلونا        | پرتغال                | ۱۲     |
| ۱۵   | جان‌فرانکو زولا      | باشگاه فوتبال چلسی            | ایتالیا               | ۱۱     |
| ۱۵   | کراسیمیر بالاکوف    | باشگاه فوتبال اشتوتگارت       | بلغارستان             | ۱۱     |
| ۱۷   | دیدیه دشان          | باشگاه فوتبال یوونتوس         | فرانسه                | ۱۰     |
| ۱۷   | کلارنس سیدورف       | باشگاه فوتبال رئال مادرید     | هلند                  | ۱۰     |
| ۱۹   | آلساندرو دل‌پیرو     | باشگاه فوتبال یوونتوس         | ایتالیا               | ۹      |
| ۱۹   | آلن شیرر            | باشگاه فوتبال نیوکاسل یونایتد | انگلستان              | ۹      |
| ۱۹   | دیوید بکام          | باشگاه فوتبال منچستر یونایتد  | انگلستان              | ۹      |
| ۲۲   | فرناندو ئیه‌رو       | باشگاه فوتبال رئال مادرید     | اسپانیا               | ۸      |
| ۲۳   | گابریل باتیستوتا    | باشگاه فوتبال فیورنتینا       | آرژانتین              | ۷      |
| ۲۴   | اولاف تون           | باشگاه فوتبال شالکه ۰۴        | آلمان                 | ۶      |
| ۲۵   | جونینو پائولیستا    | باشگاه فوتبال اتلتیکو مادرید  | برزیل                 | ۵      |
| ۲۵   | پائولو سوزا         | باشگاه فوتبال بروسیا دورتموند | پرتغال                | ۵      |
| ۲۵   | لیلیان تورام        | باشگاه فوتبال پارما           | فرانسه                | ۵      |
| ۲۸   | رایان گیگز          | باشگاه فوتبال منچستر یونایتد  | ولز                   | ۴      |
| ۲۹   | الیور بیرهوف        | باشگاه فوتبال اودینزه         | آلمان                 | ۳      |
| ۲۹   | آنجلو پروتزی        | باشگاه فوتبال یوونتوس         | ایتالیا               | ۳      |
| ۲۹   | رای (بازیکن فوتبال) | باشگاه فوتبال پاری سن ژرمن    | برزیل                 | ۳      |
| ۳۲   | ویکتور ایکپبا       | باشگاه فوتبال موناکو          | نیجریه                | ۲      |
| ۳۳   | لوران بلان          | باشگاه فوتبال المپیک مارسی    | فرانسه                | ۱      |
| ۳۳   | چرو فررارا          | باشگاه فوتبال یوونتوس         | ایتالیا               | ۱      |
| ۳۳   | ریوالدو             | باشگاه فوتبال بارسلونا        | برزیل                 | ۱      |
| ۳۳   | Bent Skammelsrud    | باشگاه فوتبال روزنبورگ        | نروژ                  | ۱      |